# Seyhan Kurt

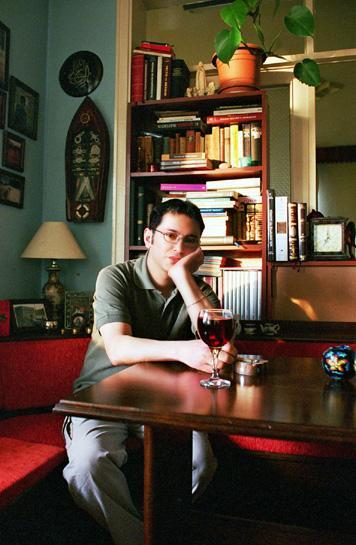
Seyhan Kurt

Seyhan Kurt é um poeta, artista, sociólogo e antropólogo franco-turco. Nascido em 16 de dezembro de 1971. 
Ele nasceu na comuna de Bourgoin-Jallieu, Grenoble, França. Estudou na École de Jean Jaurès em Lyon. Ele estudou pintura na França e teve aulas de dramaturgia e história da arte em Izmir. Ele abriu duas exposições de pintura na Mersin  galeria de belas artes em 1992 e 1993. Estudou Língua e Literatura Francesas, Sociologia e Antropologia. Realizou pesquisas sobre arquitetura e cultura urbana na Itália e na Grécia. Ele completou seu mestrado em antropologia na Universidade de Ancara, Faculdade de Língua, História e Geografia.
Seu livro, Prática de Arranjo Arquitetônico em Casa Turca, foi publicado em Istambul em 2021. Em seu trabalho, ele examinou a vida cotidiana e a arquitetura turca desde o século XIX até o presente e beneficiou de diferentes disciplinas do cinema à literatura. o jornalista Işın Eliçin entrevistou Seyhan Kurt sobre este livro no canal Medyascope. Em 2022, o artigo de Ahmet testici sobre este livro foi publicado em Tóquio (The House: Beyond Residing On the Book by Seyhan Kurt From Household to Home State: Architecture, Arrangement, and Practice in "Turkish House")
Alguns de seus poemas escritos entre 1990 e 2017 foram traduzidos para francês, inglês, alemão, grego e estoniano.
Os seus trabalhos literários têm sido publicados em revistas de literatura: Varlik, Journal, Turkish Language, Le Poete Travaille, Tohum, Cali e Turk Dili.

## Livros Publicados
- (1999) perda de palavras de tristeza, (Hüznün Sözyitimleri), (English: "Speechlessness") (in Turkish).
- (2003) as águas passando por nós (Bizden Geçen Sular), (English: "Waters Running Through Us")
- (2002) panfleto, (El İlanı), (English: "Hand-Out")
- (1992) Shut Your Eyes, (Kapa Gözlerini)
- (1995) Destinos, (Destin)
- (2012) Viajante, (Seyyah)
- (2017) a todos e a ninguém (Herkese ve Hiç Kimseye)
- (2021) Prática de Arranjo Arquitetônico em Casa Turca (Haneden Ev Haline, Türk Evi'nde Mimari, Düzenleme, Pratik)

1. ↑  Haneden Ev Haline - Seyhan Kurt (em turco). [S.l.: s.n.]
2. ↑  Eliçin, Işın (21 de março de 2021). «Haneden Ev Haline: Türk Evi'nde Mimari, Düzenleme, Pratik - Seyhan Kurt ile söyleşi». Medyascope (em turco). Consultado em 10 de janeiro de 2023
3. ↑  «The Review of Life Studies». www.lifestudies.org. Consultado em 10 de janeiro de 2023